# Прћић
Прћић (у документима на страним језицима Pertich) је буњевачко презиме које је први пут забележено у Суботици и Баји 1561. г. Једној породици која је носила ово презиме Бач-бодрошка жупанија је потврдила племство 1761. г. Како наводи Мијо Мандић, ово је „најстарије буњевачко племство“. Такође, ово презиме је забележено и у Тузли (Прћићи—Прцићи), чији су носиоци били исламске вероисповести; у босанској Посавини (у говору тамошњег народа ч и ћ се замењивало једно с другим), чији су носици били православне вере; а носили су га и досељеници из Ужица у шестој деценији 19. века.